# (477) Italia
(477) Italia es un asteroide perteneciente al cinturón de asteroides descubierto el 23 de agosto de 1901 por Luigi Carnera desde el observatorio de Heidelberg-Königstuhl, Alemania.
Está nombrado por Italia, un país del sur de Europa.